# Oxcars
Oxcars är ett skär och en fyrplats i Storbritannien. Det ligger i kommunen Fife och riksdelen Skottland, i den centrala delen av landet, 500 km norr om huvudstaden London.
Närmaste större samhälle är Edinburgh, 9,0 km sydost om Oxcars. 